# 포소콜로라도
포소콜로라도(스페인어: Pozo Colorado)는 파라과이 프레시덴테아예스 주에 위치한 도시로 인구는 2,135명이다.